# ニャンゴマ・コゲロ
ニャンゴマ・コゲロ（Nyang'oma Kogelo）は、ケニア西部のニャンザ州シアヤ県にある村である。ニャンザ州の州都であるキスムの約60km北西の赤道近くに位置する。略してコゲロ村と表記される場合や、日本のマスメディアではニャンゴマコゲロと表記されている場合もある。

## 概要
ニャンゴマ・コゲロは、トウモロコシなどの小規模農業を中心産業とする典型的なケニアの農村である。
近年までは無名の地方村に過ぎなかったが、アフリカ系アメリカ人初のアメリカ合衆国大統領であるバラク・オバマの実父であるバラク・オバマ・シニアの出身地として有名になった。実父は1982年に事故で亡くなっているが、現在も祖母をはじめとする親族がこの村に居住しており、バラク・オバマは、実父の死後、大統領就任までの間に、3度この村を訪れたことがある。
この村がバラク・オバマのルーツとしてアメリカ合衆国などで注目を集めていることから、ケニア政府は、観光地として活用すべく、500万ケニア・シリングを投じ、オバマ家をテーマにした博物館を2009年に開館している。
村の小中学校は、バラク・オバマ・シニアが寄付した土地に建てられており、バラク・オバマに因んで、オバマ上院議員小学校（Senator Obama Primary School）、オバマ上院議員中学校（Senator Obama Secondary School）と名付けられている。